# (807) Ceraskia
(807) Ceraskia és un asteroide pertanyent al cinturó d'asteroides descobert el 18 d'abril de 1915 per Maximilian Franz Wolf des de l'observatori de Heidelberg-Königstuhl, Alemanya.
Està nomenat en honor de l'astrònom rus Vítold Tseraski (1849-1925).
Forma part de la família asteroidal d'Eos.